# طابع العداد
طابع العداد، أو علامة العداد، هو الأثر الذي تحدثه آلة عداد البريد الذي يشير إلى أنه تم دفع رسوم البريد على رسالة أو طرد بريدي. تستخدم الشركات والمؤسسات طوابع العداد على نطاق واسع لأنها أكثر كفاءة من استخدام الطوابع البريدية.

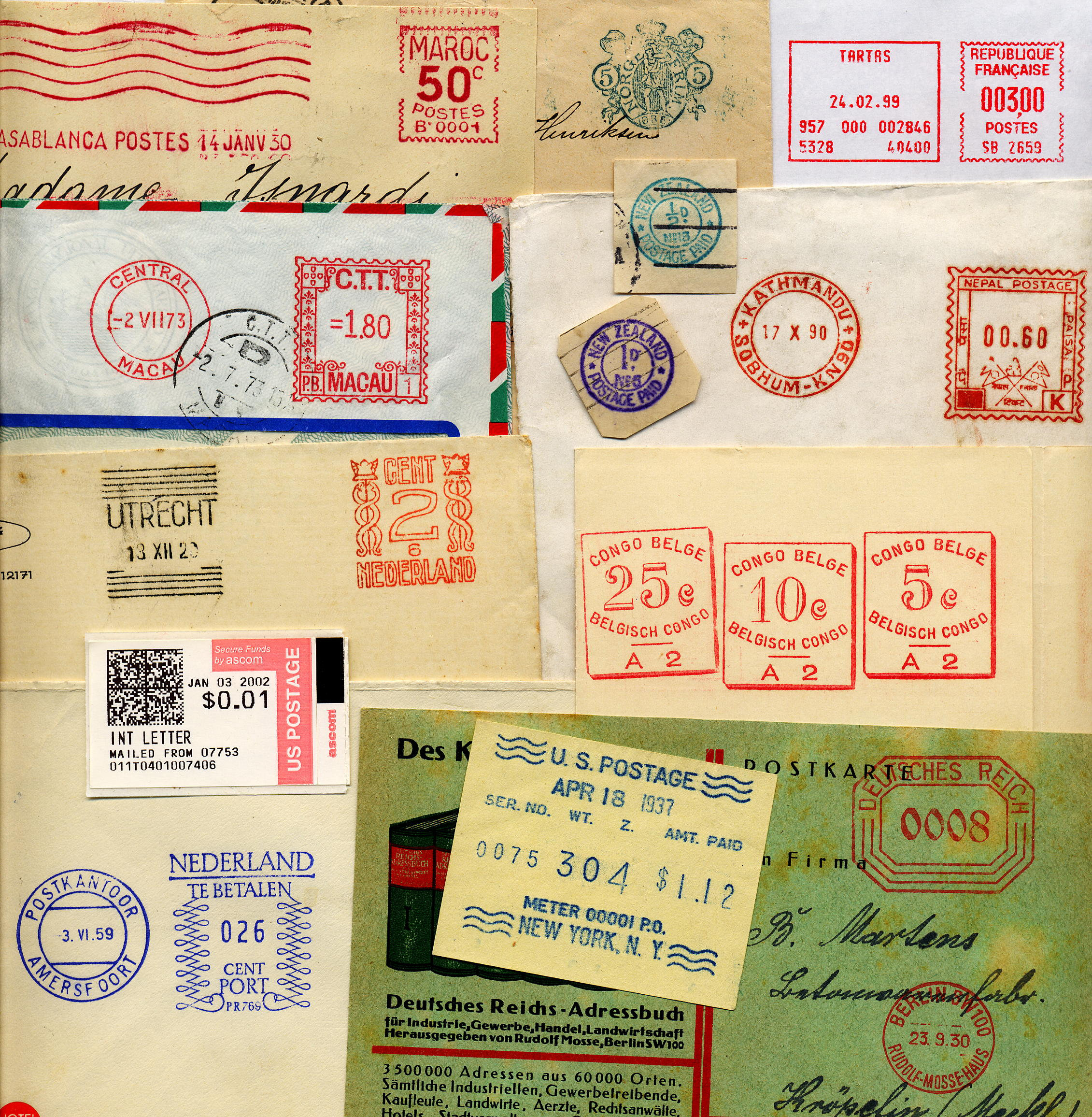
مجموعة من علامات العداد الآلي

طوابع العداد ليست طوابع بريد لاصقة بالمعنى العادي، على الرغم من أنها قد تُطبع على ملصقات لاصقة قبل وضعها على طرد البريد. عادة ما تكون طوابع العداد باللون الأحمر، على الرغم من وجود مجموعة متنوعة من الألوان.

## مكونات طابع العداد
المكونات المعتادة للطابع المتري هي:
- بلد الإصدار.
- التاريخ.
- القيمة البريدية.
- رقم الترخيص.
- الشركة المصنعة للعداد. (اختياري)
- شعار يتعلق بالمستخدم. (اختياري)

## موافقة الاتحاد البريدي العالمي (UPU)
حصلت الموافقة على الاستعمال الدولي للعلامات المترية من قبل الاتحاد البريدي العالمي في عام 1920، اعتبارًا من 1 يناير 1922.

## التزوير
يمكن تزوير طوابع العدادات مثل أي طابع آخر. ففي عقد التسعينيات من القرن العشرين، حيث بدأ المحتالون في نيجيريا في تزوير طوابع العدادات باستعمال ختم مطاطي فيما يتعلق بعمليات الاحتيال التي جرت في (القسم 419) من قانون العقوبات، حيث كان استعمال الختم المطاطي على الرسائل أرخص بكثير من الطوابع المزورة التي كانوا يستعملونها في السابق.

## معرض صور

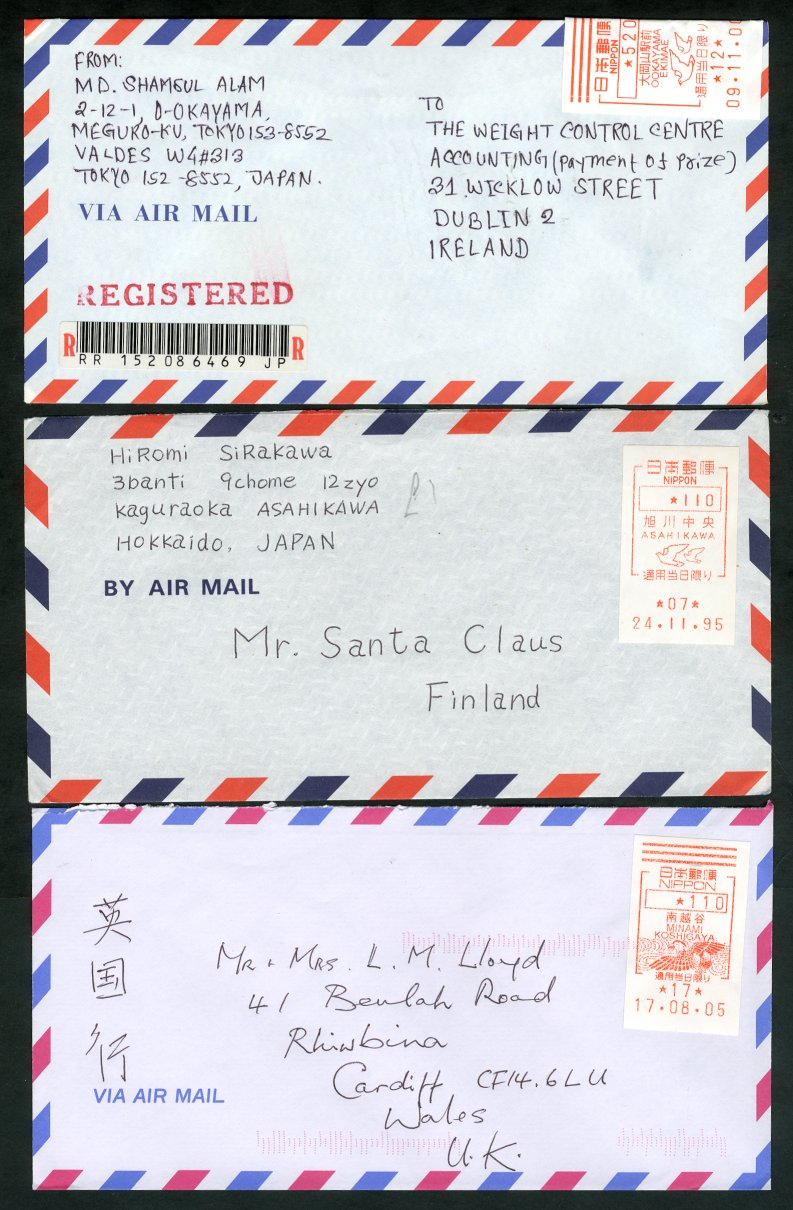
مجموعة مختارة من خطابات البريد الجوي اليابانية
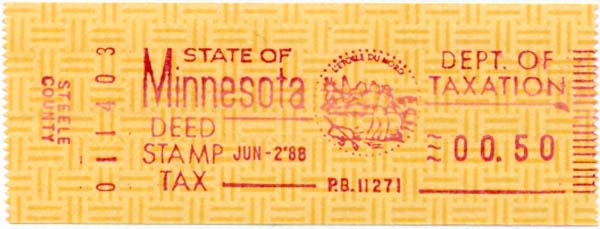
طابع إيرادات ولاية مينيسوتا (1988)